# Ademuz

Extensión del municipio en la comarca

Ademuz es un municipio perteneciente a la provincia de Valencia, en la Comunidad Valenciana, España. Se halla en la comarca del Rincón de Ademuz, que constituye un exclave valenciano entre las comunidades autónomas de Aragón y de Castilla-La Mancha. Cuenta con una población de 1004 habitantes (INE 2024). Se trata de un municipio castellanohablante, en el que el castellano cuenta con el predominio lingüístico reconocido legalmente.

## Geografía
Ademuz y su término ocupan la zona central de la comarca del Rincón de Ademuz, en las estribaciones occidentales de la sierra de Javalambre. El pueblo se encuentra a 132 kilómetros de la capital valenciana. El término municipal está atravesado por la carretera N-330, que permite la comunicación con Teruel, Cuenca y Valencia. Además, la carretera local CV-478, conecta con Vallanca.
El territorio presenta una orografía accidentada, montañosa. Sus alturas principales son los picos Tortajada (1517 m), en la sierra de Tortajada, Cerrellar (1220 m), Romance (1209 m) y Peña del Águila (1152 m). El río Turia cruza el término de norte a sur, configurando en sus dos márgenes una amplia y fértil vega que suaviza considerablemente la orografía. Junto a la villa de Ademuz vierte sus aguas al Turia el río Bohílgues. Algunas ramblas, con un régimen fluvial más irregular, completan la red fluvial del término. La altitud oscila entre los 1517 m (pico Tortajada) y los 700 m a orillas del Turia. El pueblo se alza a 747 m sobre el nivel del mar. 
| Noroeste: Castielfabib           | Norte: Castielfabib, Torrebaja y Libros (Teruel) | Noreste: Riodeva (Teruel)            |
| Oeste: Vallanca                  |                                                  | Este: Puebla de San Miguel           |
| Suroeste: Vallanca y Casas Altas | Sur: Casas Altas                                 | Sureste: Santa Cruz de Moya (Cuenca) |

### Patrimonio natural
Dos tercios de la superficie del Rincón de Ademuz es forestal, por lo que la comarca constituye un auténtico pulmón verde dentro de la Comunidad Valenciana. Diversidad de especies arbóreas mediterráneas se distribuyen por los bosques de montaña: carrasca, pino laricio y rodeno, así como antiguas sabinas y encinas. Los montes continúan repoblándose en la actualidad con especies autóctonas, después de unas décadas de fallidos intentos por implantar otras especies alóctonas. También son abundantes los arbustos y las diversas plantas que alimentan el ganado —ovino mayoritariamente— y contribuyen del mismo modo al mantenimiento de una apicultura hoy algo decaída, pero de gran importancia en un pasado no tan lejano. Por otro lado, está adquiriendo un prometedor desarrollo el cultivo de plantas aromáticas, muy estimadas en la comarca.

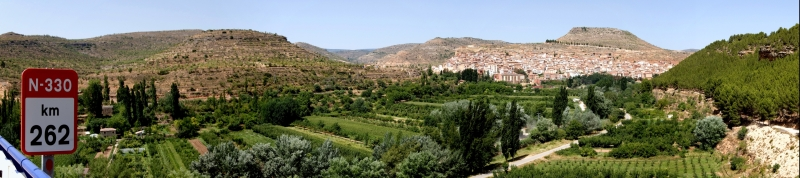
Ademuz. La Vega del Turia

Las características del terreno son idóneas para excursiones de montaña, dada su lejanía de grandes núcleos urbanos y centros industriales. Permite disfrutar de un aire puro, de unas excelentes aguas que nacen de abundantes fuentes, así como un paisaje natural que hacen de las tierras de Ademuz un lugar muy apreciado para el descanso relajante. Buen ejemplo de ello es el curso del río Bohílgues, declarado micro-reserva de flora, en cuyo recorrido pueden encontrarse numerosas cascadas y una exuberante vegetación de ribera. Existen, además, varios espacios habilitados para el esparcimiento, como la concurrida Área Recreativa Los Arenales, situada a orillas del río Turia, y que dispone de merendero, paelleros, bar-restaurante y una piscina que se nutre de la vecina fuente de Las Piezas Rotas.

### Barrios y pedanías
En el término municipal de Ademuz se encuentran también los siguientes núcleos habitados, aldeas con población estable:
- Sesga. Iglesia parroquial de la Purísima Concepción (siglo XVI). Fuente, abrevadero y lavadero público.
- Mas del Olmo. Iglesia parroquial de Santa Bárbara (siglo XVII). Museo del Pan y horno típico.
- Val de la Sabina. Ermita de San Miguel Arcángel (siglo XVI).

Además, la villa de Ademuz cuenta con varias masadas dispersas por su término municipal, entre las que destacan:
- Altamira, al norte del término municipal, en los límites con el de Riodeva.
- Guerrero, a orillas de la vega del río Turia.
- El Soto, a orillas de la vega del río Turia.
- La Balsa, en las últimas estribaciones de El Pinar, dominando el Turia.
- La Veguilla de San Juan, a orillas del río Bohílgues, en los límites con el término de Vallanca. En ella se hallaba la ermita de San Juan de la Veguilla.

## Historia

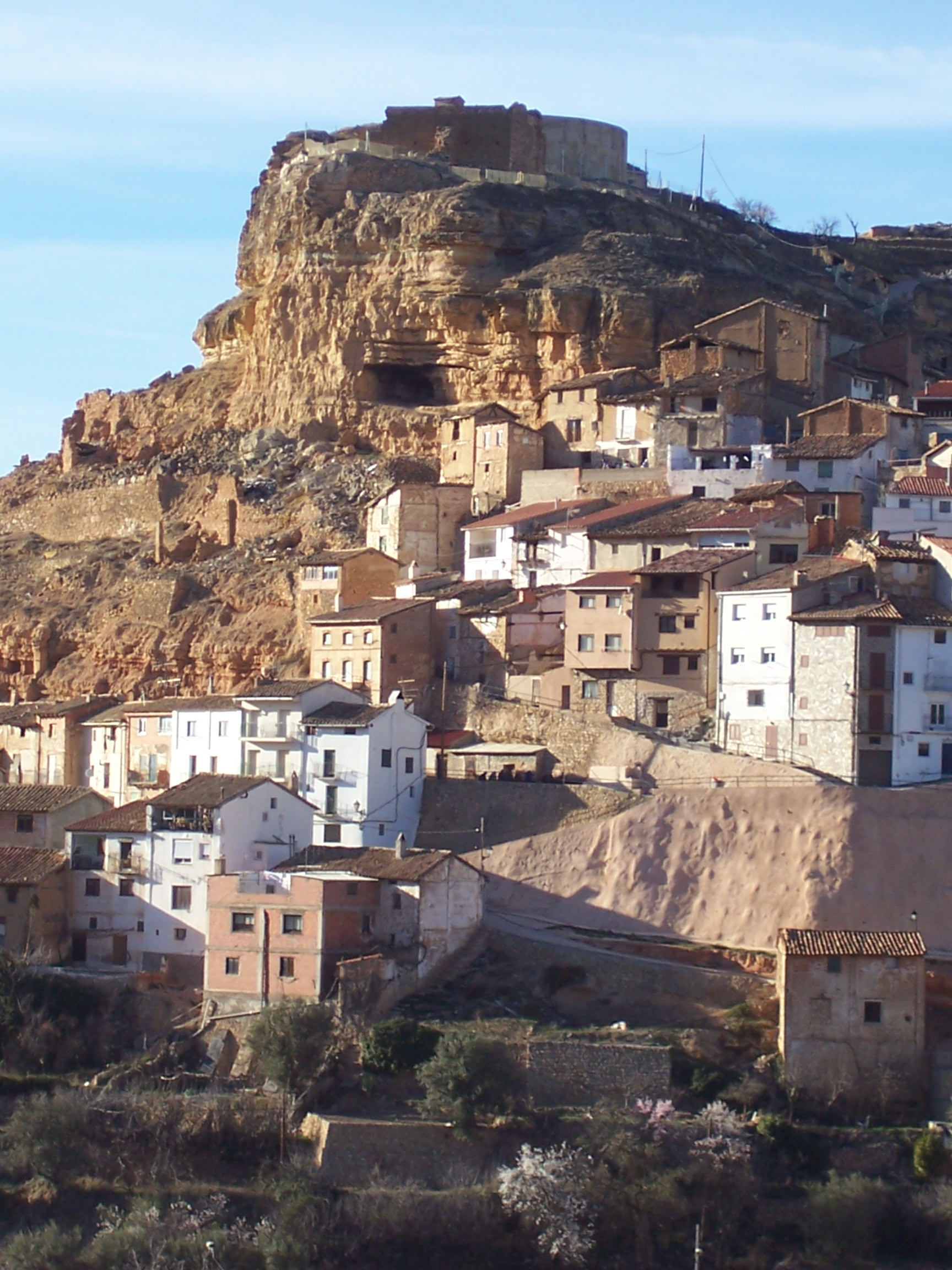
Castillo de Ademuz y barrio del Solano, dentro del núcleo histórico tradicional

Los numerosos restos arqueológicos que se conservan de diferentes épocas —neolítica, ibera, romana— revelan una temprana ocupación de la zona. No obstante, Ademuz comienza a estar documentada en fuentes árabes, en particular su castillo, cuya ventajosa situación dominaba el río Turia y su paso natural desde las tierras de Aragón hacia la ciudad de Valencia.
La fortaleza musulmana de Al-Dāmūs fue conquistada por las tropas de Pedro II de Aragón en 1210, con la importante ayuda de caballeros hospitalarios y templarios, a los que recompensó con algunas rentas en la zona. Al parecer, poco después volvió a manos musulmanas. Finalmente, Ademuz sería incorporada al reino de Valencia por Jaime I de Aragón, quien la puso bajo dominio directo de la Corona, junto a la otra villa histórica de la comarca, Castielfabib.

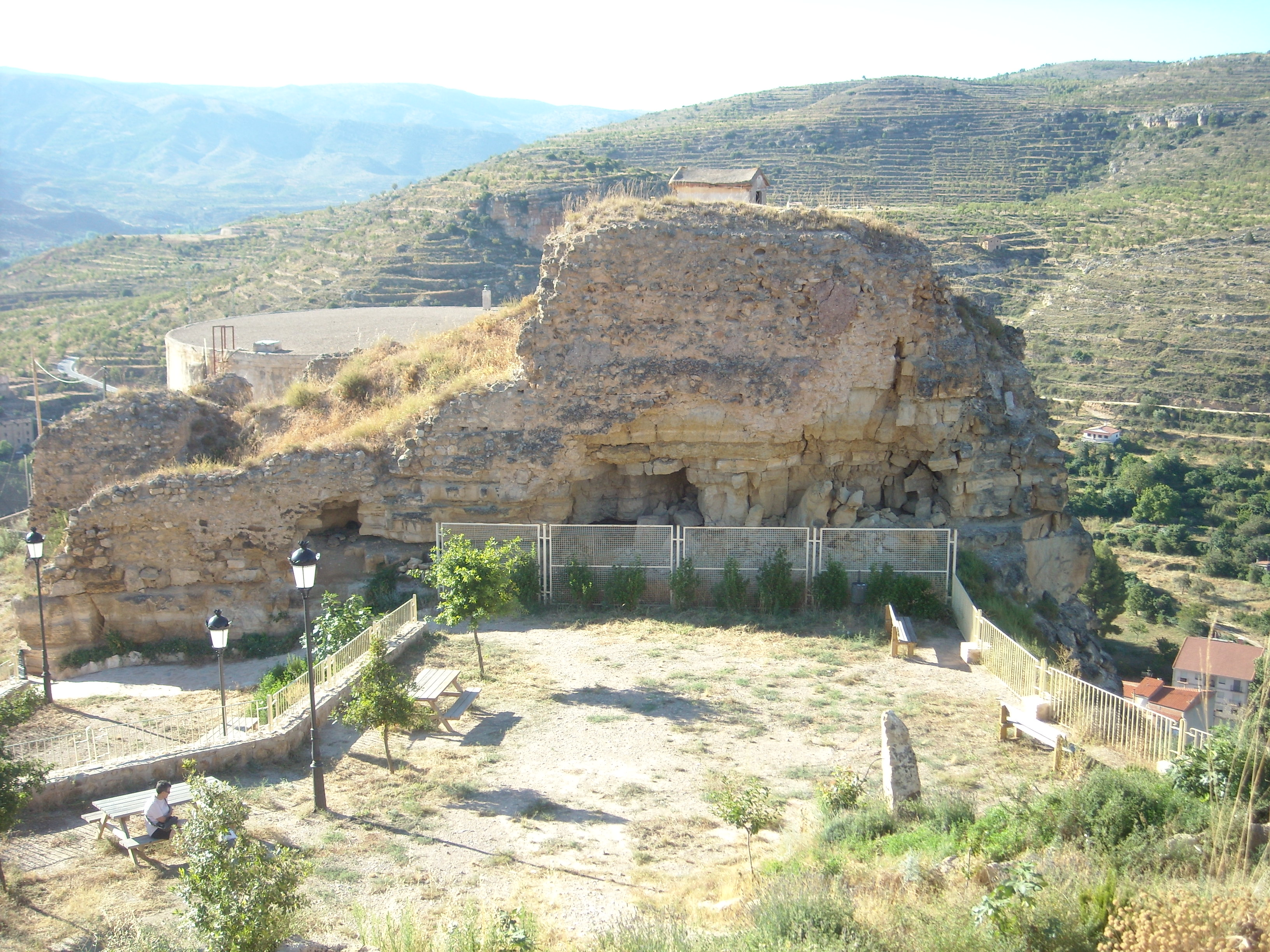
Castillo de Ademuz. Vista parcial

Como villa real, Ademuz contaba con representación en las Cortes de Valencia, donde enviaba puntualmente un síndico elegido por la municipalidad. Como fortaleza de frontera, padeció especialmente en la guerra con Castilla a mediados del siglo XIV: Ademuz y Castielfabib fueron invadidas y ocupadas en dos ocasiones por las tropas de Pedro I de Castilla. La heroicidad en la defensa y la fidelidad de sus gentes a la Corona Aragonesa fueron recordadas por el mismo Pedro IV de Aragón y sus inmedatos sucesores, que otorgaron a la municipalidad numerosas libertades y privilegios.
Desde principios del siglo XIV Ademuz y su término general también fue Encomienda de la Orden de Montesa, orden de caballería creada en el reino de Valencia por Jaime II de Aragón con el patrimonio de la extinta orden del Temple y la del Hospital. No obstante, Montesa nunca tuvo jurisdicción alguna en Ademuz, limitándose sus comendadores a recoger las rentas de la porción del diezmo que les correspondía y poco más. El Término General de Ademuz en esos momentos incluía, además de numerosas masadas, las actuales poblaciones de Vallanca, Puebla de San Miguel, Casas Altas, Casas Bajas y Torrealta.
El 7 de junio de 1656, hacia mediodía, la población fue víctima de un fuerte terremoto que derribó la primitiva iglesia parroquial de San Pedro Intramuros, la Casa de la Villa y cuarenta casas más; los lienzos de las murallas y los torreones del castillo que habían sido construidos con suntuosidad en la pendiente del monte, según cuenta el obispo Gavaldá que visitó el Rincón después del seísmo, también fueron destruidos. El castillo de Ademuz todavía se mostró de alguna utilidad en el siglo XIX: durante las guerras civiles de esa centuria, Ademuz fue ocupada en repetidas ocasiones por las tropas carlistas. En 1837 fue, además, escenario de un importante enfrentamiento entre la partida de El Serrador y el ejército constitucional.
Los dos Términos Generales que existieron originalmente en la comarca del Rincón, Castielfabib y Ademuz, fueron fragmentándose con el paso del tiempo. Esta fragmentación afectó de manera especial al de Ademuz, del que paulatinamente se segregarían varias poblaciones, a medida que iban alcanzando cierta importancia poblacional y económica: Vallanca (siglo XVII), Puebla de San Miguel (siglo XVIII), Casas Altas y Casas Bajas (ambas en el siglo XIX).
Atendiendo a razones de utilidad pública, en la división territorial decretada en 1810 por José I de España, se asignaba Ademuz y su comarca a la Prefectura de Teruel (Departamento del Alto Guadalaviar). Por idéntico motivo, en la de 1822, diseñada por Felipe Bauzá y por José Agustín de Larramendi, el Rincón pasaba también a la provincia de Teruel. Sin embargo, ninguna de ellas se llevó a cabo. La primera, por el efímero reinado del hermano de Napoleón Bonaparte; y la segunda, por causa análoga ya que en 1823 ocupaba de nuevo el trono Fernando VII de España con ayuda de los Cien mil Hijos de San Luis y revocaba todo lo acordado durante el anterior periodo liberal (Trienio Constitucional, 1820-1823).

## Demografía
Ademuz cuenta con una población de 1004 habitantes (INE 2024).
| Gráfica de evolución demográfica de Ademuz entre 1842 y 2021 |
| |
| Población de derecho según los censos de población del INE Población de hecho según los censos de población del INEEn 1857 disminuye el término del municipio porque independiza a Casas Altas y Casas Bajas |

Desde la última guerra civil y a lo largo de la segunda mitad del siglo XX ha habido una fuerte emigración, que fundamentalmente se dirigía a Valencia, Puerto de Sagunto y Barcelona. Las condiciones de vida de estos emigrantes han sido plasmadas en las obras de Francesc Candel, destacado intelectual oriundo de la vecina Casas Altas, galardonado con la Cruz de Sant Jordi y la Medalla de Oro de la Generalidad de Cataluña. También fue muy significativa la emigración temporal a las vendimias del Languedoc francés.
La evolución demográfica negativa se invirtió brevemente durante los años 2000, fundamentalmente por la llegada de inmigrantes provenientes en su mayoría de Rumania y del Magreb. Sin embargo, durante la década de 2010 se reanudó la pérdida de población, principalmente debido a la emigración provocada por la crisis económica, además de la reducción de la tasa de natalidad y aumento de la mortandad típicos de los municipios rurales de interior españoles en los últimos años.

## Economía

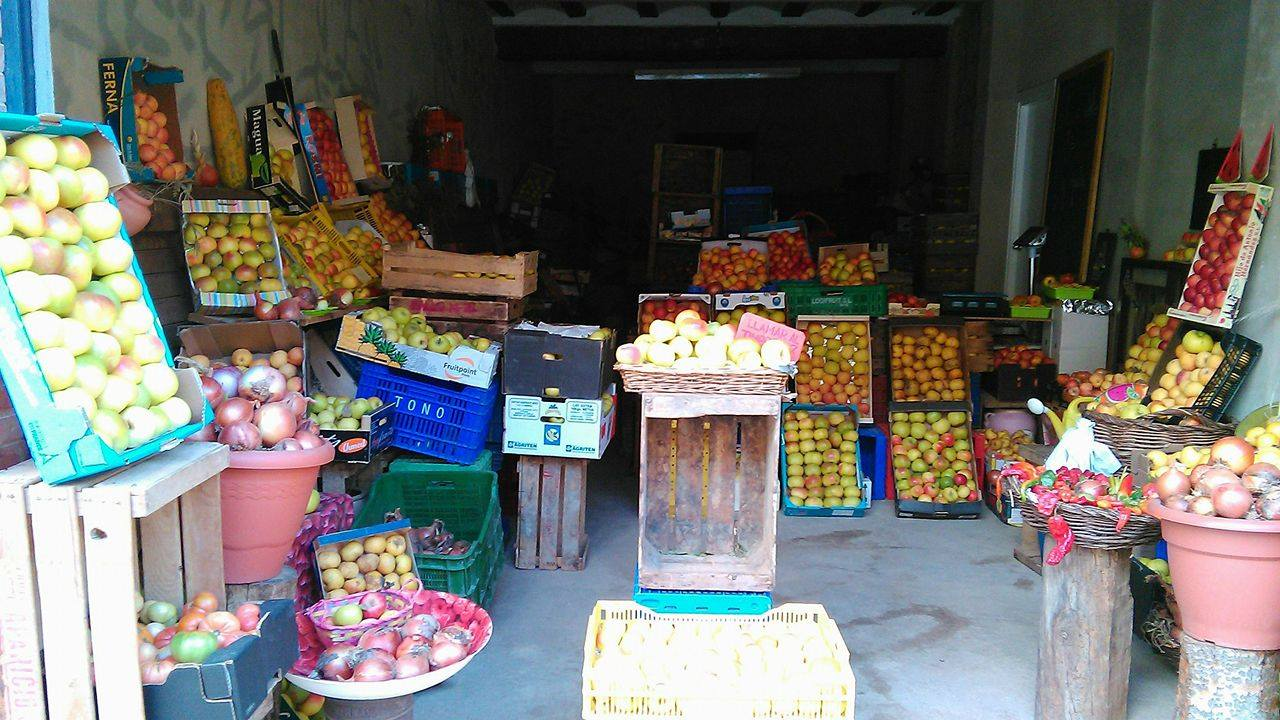
Manzanas de Ademuz

La accidentada orografía, la altitud (660 m) y el clima determinan la actividad económica y el desarrollo de estas tierras, dedicadas tradicionalmente a la actividad agrícola. En lo relativo a los cultivos, se diferencian los de secano —en tierras de montaña que no se riegan— y los de huerta, que aprovechan las aguas del Turia y sus afluentes, ramblas y acequias para el riego. En la actualidad, la almendra se ha convertido casi en monocultivo de secano, si bien en un pasado no tan lejano el cereal y la viña ocuparon grandes extensiones y originaron pequeñas industrias derivadas de la transformación de estos productos agrícolas. Por otro lado, la manzana predomina como principal frutal de regadío en la fértil Vega del Turia. Manzanas de Ademuz que han tenido renombre fuera de la comarca, especialmente la variedad autóctona esperiega, apreciadísima en los mercados.
La industria antaño estuvo diversificada: destilerías, alfarerías, tejerías, serrerías, telares, etc. Las numerosas alfarerías de Ademuz destacaron por la producción de loza (verde-manganeso) y, especialmente, por sus característicos cántaros y tinajas, muy apreciados.

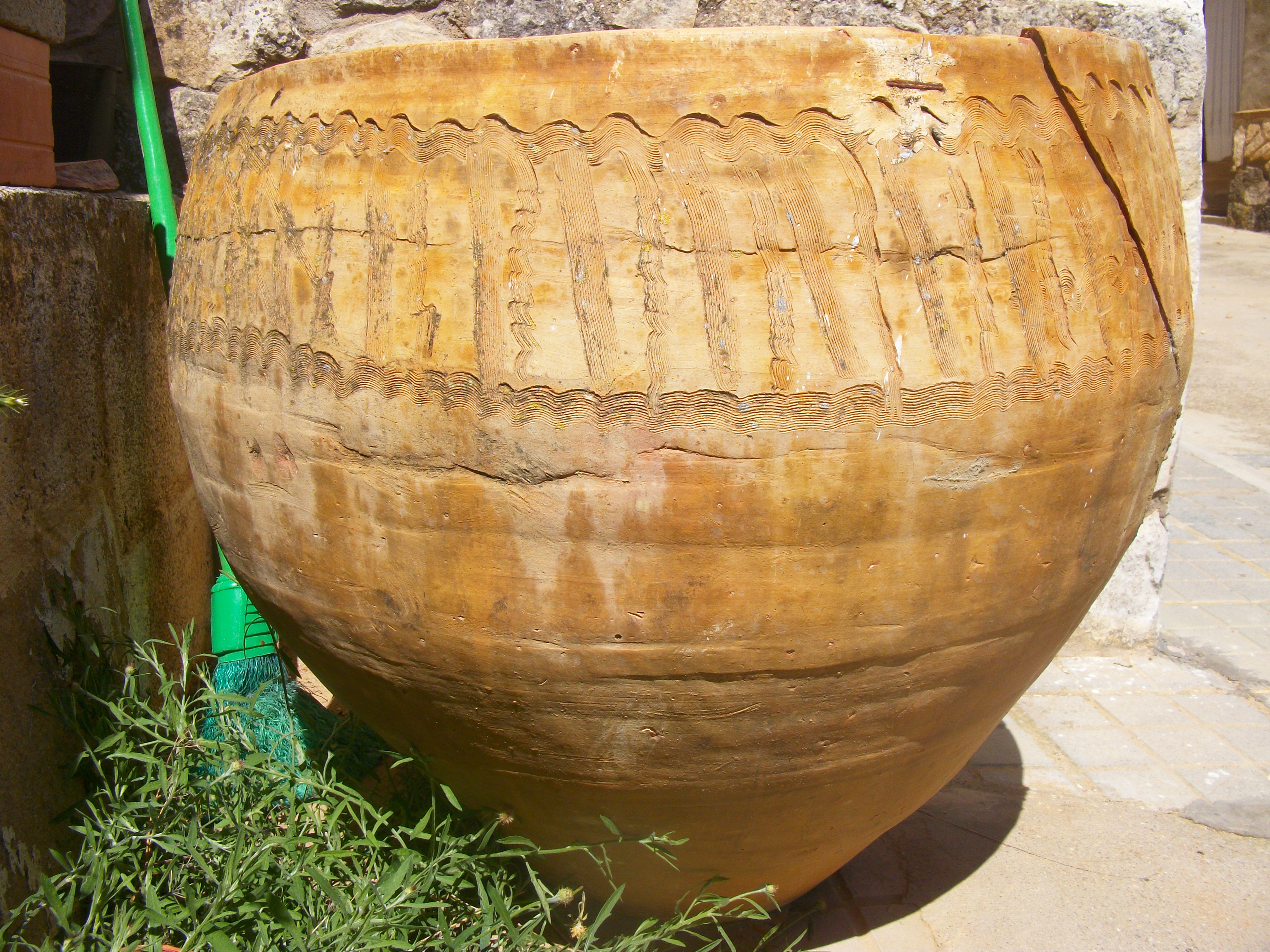
Cociol, con la típica decoración a peine de los alfareros de Ademuz

La actividad industrial en la actualidad se reduce a la elaboración de productos de subsistencia diaria, aunque con una calidad destacable y que hacen las delicias de los visitantes: pan y repostería tradicional, carne y gran variedad de embutidos, almendra y sus derivados. Con todo, algunas de estas industrias locales —cárnica y turronera, especialmente— exportan sus productos fuera de la comarca.
Como principal núcleo de la comarca, el comercio se encuentra bastante desarrollado en Ademuz, donde acuden a proveerse gentes de otras poblaciones del territorio. El mercado tiene lugar todos los miércoles en la plaza del Rabal. Existe una buena red de servicios que van desde talleres de reparaciones (coches, maquinaria agrícola, electrodomésticos), bancos y cajas de ahorros, numerosos bares, pubs y discotecas, restaurantes, establecimientos hoteleros, casas rurales, peluquerías, mobiliario, supermercados y otros comercios.
Los servicios sanitarios y educativos de mayor relieve en la comarca también quedan ubicados en Ademuz: el Centro Comarcal de Salud y el Instituto de Enseñanza Secundaria.

## Administración y política
En las elecciones de 2015 se eligieron 9 concejales para el Ayuntamiento de Ademuz: 5 de PP (351 votos) y 4 de PSOE (307 votos). Hubo además 154 abstenciones, 23 votos nulos y 14 votos blancos.
| Periodo   | Nombre                     | Partido |
| --------- | -------------------------- | ------- |
| 1979-1983 | Martirián Sánchez Monterde | UCD     |
| 1983-1987 | Martirián Sánchez Monterde | OIV     |
| 1987-1991 | Rafael Edo Pertegaz        | PSOE    |
| 1991-1995 | Jesús Férriz Hinojosa      | PP      |
| 1995-1999 | Jesús Férriz Hinojosa      | PP      |
| 1999-2003 | Jesús Blasco Sánchez       | PP      |
| 2003-2007 | Fernando Soriano Antón     | PSOE    |
| 2007-2011 | Fernando Soriano Antón     | PSOE    |
| 2011-2015 | Fernando Soriano Antón     | PSOE    |
| 2015-2019 | Ángel Andrés González      | PP      |
| 2019-2023 | Ángel Andrés González      | PP      |

## Patrimonio histórico-artístico

### Arquitectura religiosa
- Iglesia Arciprestal de San Pedro y San Pablo. Ya en el año 1600 se aborda la construcción de un nuevo templo parroquial para Ademuz, destinado a sustituir a la vieja iglesia de San Pedro Intramuros, situada al abrigo del castillo.[11] La nueva iglesia parroquial de San Pedro y San Pablo fue consagrada el 20 de noviembre de 1644, si bien no fue finalizada completamente hasta la última década de ese siglo. Erigida de nueva planta desde 1626, año en que se firman las capitulaciones con Pedro de Ambuesa, arquitecto que intervino en la obra del monasterio jerónimo de San Miguel de los Reyes de Valencia, se trata del templo barroco más coherente y de mayores dimensiones en la comarca. Se compone de una gran nave central, articulada con pilastras de orden corintio, y nueve capillas laterales. De éstas, destaca la capilla de Santa Generosa (hoy del Santísimo), con cúpula y diversas pinturas murales alusivas a la vida y milagros de la santa, cuyas reliquias aquí se veneraban. Además de su interés arquitectónico, la iglesia arciprestal de San Pedro y San Pablo cuenta con un atractivo patrimonio mueble. La Sacristía Nueva custodia la espléndida tabla valenciana de la Virgen de la Leche con donante (ca. 1460), obra de Bertomeu Baró, así como magníficas piezas de orfebrería, testigos de diferentes momentos artísticos. De todas ellas, destaca especialmente la Custodia Grande, verdadera obra maestra de la platería valenciana del siglo XVIII, cuyos detalles de fundición se deben al escultor José Esteve Bonet.

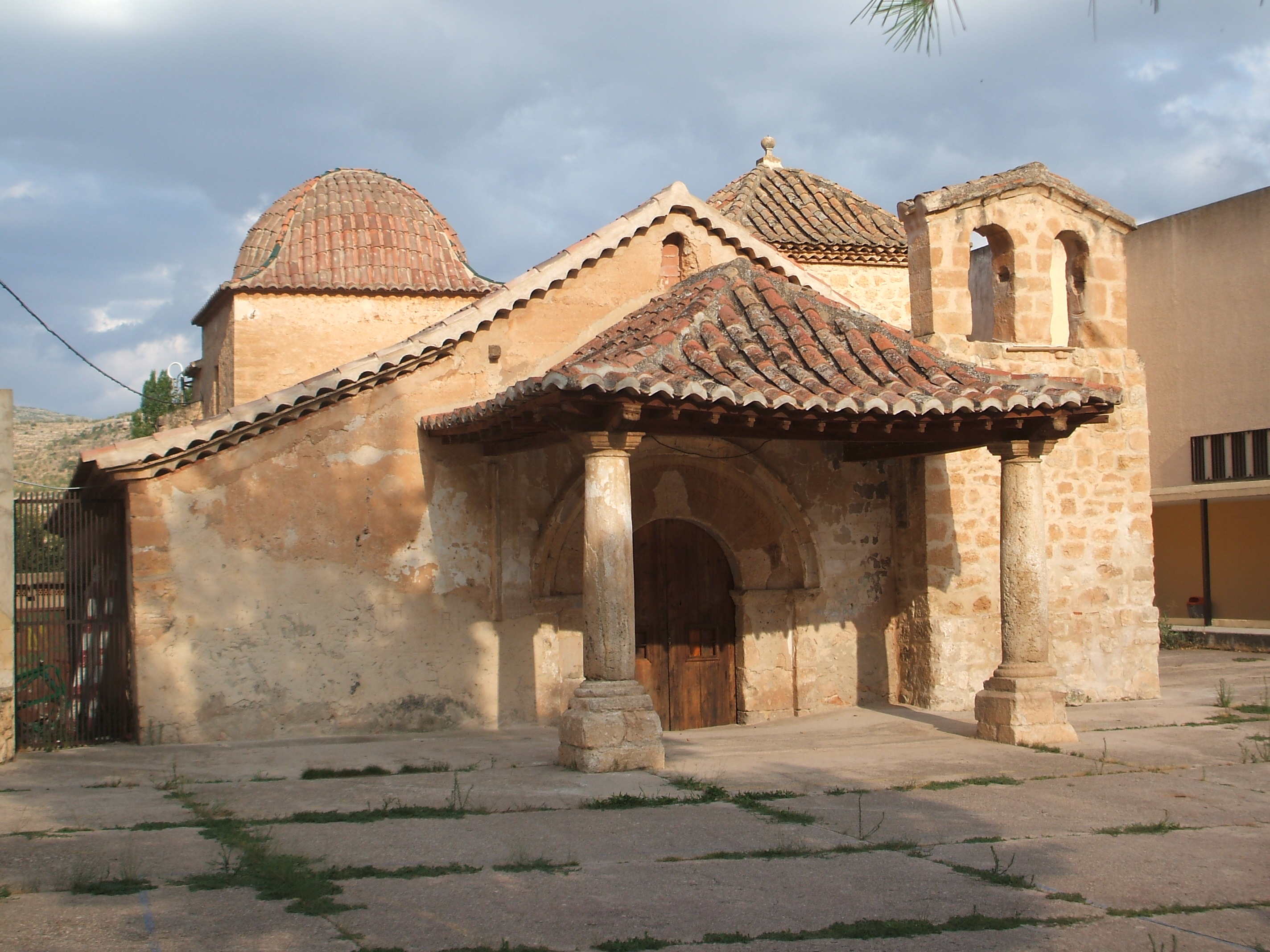
Ermita de Nuestra Señora de la Huerta.. Ademuz

- Ermita de Nuestra Señora de la Huerta. Erigida en el siglo XIV según modos constructivos del siglo precedente, la ermita gótica de Nuestra Señora de la Huerta constituye el edificio más antiguo de la villa. Del exterior destaca su porche sostenido por dos gruesas columnas toscanas, la espadaña de dos luces y, especialmente, su portada de tradición románica con una inscripción moderna en hebreo del Salmo V, 8. El interior consta de tres naves, la central el doble de ancha que las laterales, definidas por dos series de arcos góticos y que configuran una planta rectangular. De los primeros tiempos de existencia de la ermita data la interesantísima pintura mural de María Magdalena, situada en uno de los arcos centrales y recientemente restaurada. La ermita de Nuestra Señora de la Huerta, joya de la arquitectura valenciana, constituye un verdadero resumen de estilos artísticos, en virtud de las sucesivas ampliaciones que sufrió a lo largo de su historia.

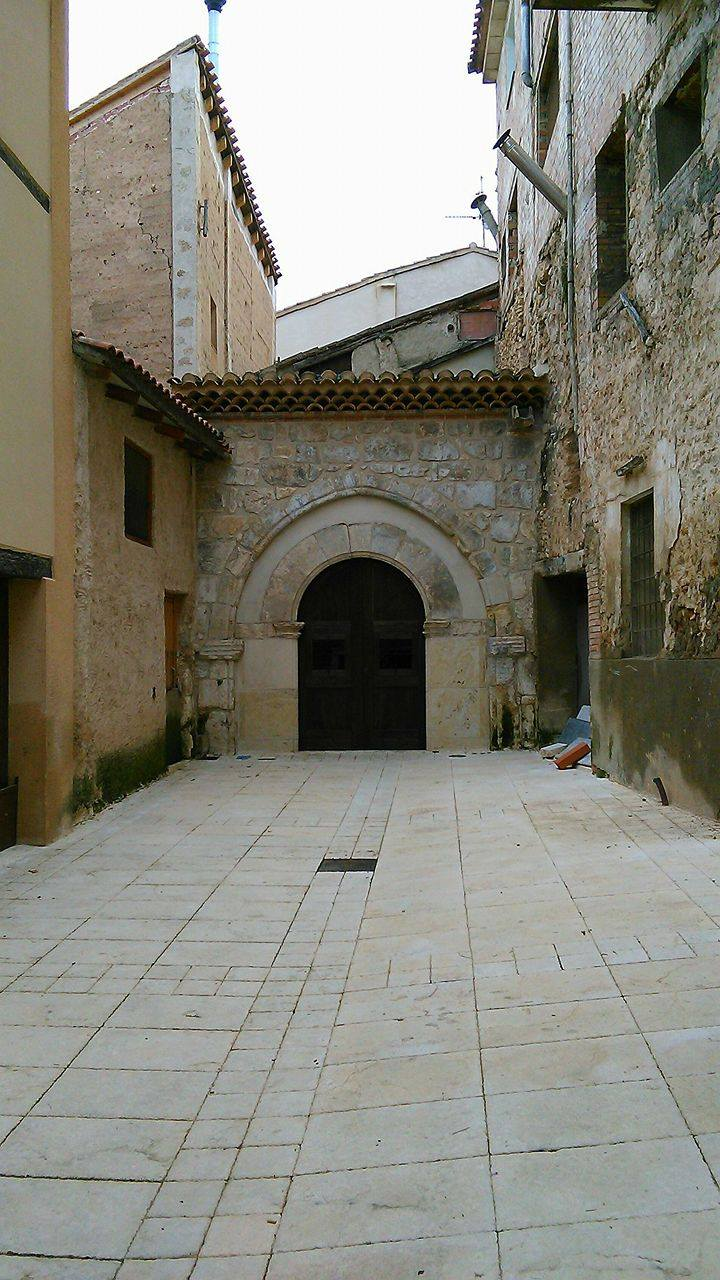
Ermita de San Joaquín, antigua capilla del Real Hospital de Pobres de Santa Ana.. Ademuz

- Ermita de San Joaquín. Situada en la empinada calle de San Joaquín, la actual ermita del mismo nombre formó parte en el pasado del antiguo Hospital de Pobres de Santa Ana de Ademuz. La fundación de esta institución benéfica data de 1446, durante el reinado de Alfonso V el Magnánimo, en que se dio licencia al Justicia y Jurados de la villa para la erección de un hospital de pobres en la población. Su capilla, como la institución, estuvo originalmente bajo la advocación de Santa Ana. Se trata de un pequeño edificio de planta cuadrada, que presenta arcos góticos casi idénticos en su portada, en el altar mayor y en el muro de levante. La ermita de san Joaquín es de gran valor en el ámbito comarcal pues constituye el único resto de los cuatro hospitales que funcionaron antaño en la comarca del Rincón de Ademuz.
- Ermita de Santa Bárbara del Castillo. Edificio que data de la segunda mitad del siglo XVII. Se erige dentro del perímetro del castillo, aproximadamente en el solar donde se halló la primitiva iglesia parroquial de San Pedro Intramuros. Su silueta en la cúspide de la villa forma parte inseparable de la imagen de ésta.
- Ermita de Nuestra Señora del Rosel. Pequeño oratorio de planta cuadrada y cubierto por una cúpula sobre pechinas. Data de finales del siglo XVIII y se halla situada en las cercanías de la villa, a orillas del Bohílgues, poco antes de desembocar en el río Turia, en un idílico paraje rodeado de bancales de huertas y acequias.
- Ermita de San Roque. Edificio gótico, documentado en el siglo XVI, fue uno de los eremitorios más populares de la villa. Situado frente a ésta, en el lado opuesto del río Turia, en la confluencia de la Rambla del Val, da nombre al barrio de San Roque. Hacia 1939 ya no tenía culto y siguió un proceso de degradación que llevó a su demolición en 1980 para construir una casa forestal. Pese a su desaparición, oficialmente está protegida como Bien de Relevancia Local.
- Ermita de San Juan de la Veguilla. Edificio documentado desde el siglo XVI. En la siguiente centuria se encontraba entre las que poseían más rentas de la administración de ermitas de la villa de Ademuz, la segunda tras la de Nª Sª de la Huerta. Seguramente esa riqueza le venía por la gran devoción que profesaban tanto ademuceros como vallanqueros, que el día 24 de junio se juntaban en una popular y ruidosa romería en el santuario del Bautista, a orillas del río #Bohílgues. La devoción decaería paulatinamente a partir de la segregación de la población de Vallanca del Término General de Ademuz, a finales del siglo XVII.
- Ermita de San Miguel Arcángel. Val de la Sabina. De las ermitas diseminadas por las aldeas del término de Ademuz, la de san Miguel Arcángel es la que cuenta con una mayor antigüedad. Aunque posiblemente fundada con anterioridad, comienza a estar documentada a mediados del siglo XVI. El elemento más destacable es su capilla mayor, con cubierta gótica.
- Iglesia parroquial de la Inmaculada Concepción. Sesga. Acabada de construir en la última década del siglo XVI, la entonces ermita de la Inmaculada vino a solucionar los continuos desplazamientos que los fieles de Sesga debían realizar hasta la iglesia de San Pedro Intramuros de Ademuz.
- Iglesia parroquial de Santa Bárbara. Mas del Olmo. Fue el último de los eremitorios de las aldeas de Ademuz en construirse, en las primeras décadas del siglo XVII. A finales esta centuria, Mas del Olmo llegaría a compartir vicario con Sesga, asignándosele uno propio en el último tercio del siglo XVIII.

### Arquitectura civil

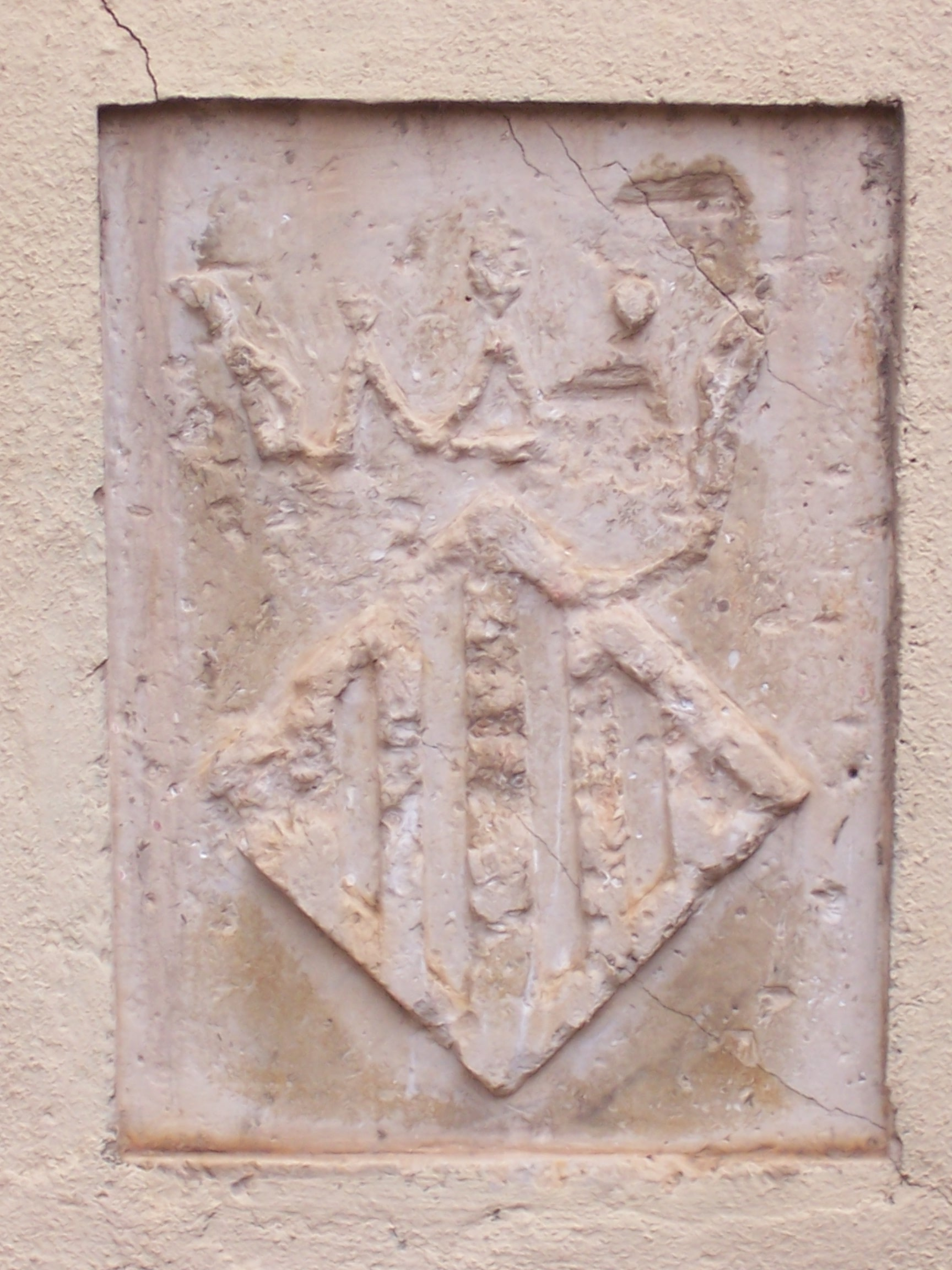
El Señal Real es exhibido en diversos edificios de Ademuz, como la portada del Almudín. El Consell Tècnic d’Heràldica i Vexil·lologia Local de la Generalitat Valenciana reserva el uso de las armas reales de los cuatro palos de gules en campo de oro, comunes a todos los reinos integrantes de la antigua Corona de Aragón, para los municipios que históricamente pertenecieron al realengo, como es el caso de la villa de Ademuz.

- Castillo de Ademuz. Situado en la cúspide de la población, las fuentes documentales árabes ya dan testimonio de la existencia de la fortaleza de Al-Dāmūs. Tras su conquista en 1210 por Pedro II de Aragón, los nuevos pobladores cristianos decidieron erigir la primitiva iglesia parroquial de San Pedro Intramuros al amparo del castillo. Durante toda la Edad Media la fortaleza fronteriza de Ademuz, con su iglesia dentro, continuó jugando un importante papel y resistió heroicamente las invasiones de las tropas castellanas de Pedro I en el curso de la llamada Guerra de los Dos Pedros (1356-1369). Destruida y reconstruida en varias ocasiones a lo largo de la historia, especialmente durante las guerras carlistas del siglo XIX, todavía pueden distinguirse algunos fragmentos de muros y cimientos. La reciente habilitación del lugar, ha convertido el castillo de Ademuz en uno de los mejores miradores de la comarca.
- Portal de San Vicente y recinto amurallado. Desde la plaza de la iglesia, conocida popularmente como el Rabal, se accede a la villa medieval a través del Portal de san Vicente. Se trata de una sencilla entrada adintelada, de gruesos muros de mampostería, que conservan todavía las hendiduras donde antaño se encajaban las puertas. Hoy restaurado, se halla con una imagen de cerámica valenciana de San Vicente Ferrer en su parte superior interna. El Portal de San Vicente constituye el elemento visible mejor conservado del primitivo perímetro amurallado de la villa medieval y de sus cuatro entradas.
- Casa de la Villa. Preside la plaza del Ayuntamiento, verdadero centro neurálgico de la villa medieval, donde se sitúan edificios de importancia, como la misma Casa de la Villa (Ayuntamiento), la Cambra Vieja del Trigo y la Casa Abadía. Lo más característico de la Casa de la Villa es la arcada de cantería de la planta baja o lonja.
- Cambra Vieja del Trigo. Situada en uno de los extremos de la plaza de la Villa, la Cambra Vieja del Trigo constituyó el antiguo almudín o almacén municipal de grano. Conserva una labra del Señal Real en su entrada, enseña que aparecía en los principales edificios municipales de la villa en época foral.[14]
- Cárcel Municipal. Situada detrás de la Casa de la Villa. Se trata de un edificio erigido en el último tercio del siglo XVI. De él destaca su portada con arco de medio punto, así como el interesante escudo que la corona. Desde el año 2018 es sede del Instituto Cultural y de Estudios del Rincón de Ademuz (ICERA).
- Cubo del Tio Maroto. Emplazado en la calle Vallado, en pleno casco viejo, se trata de una antigua construcción destinada a fabricar vino, denominada cubo. De esta tipología existieron en el pasado más de un centenar activos, por la gran producción vitivinícola. El edificio obtuvo, junto a otras construcciones restauradas con las técnicas de construcción vernáculas, el Primer Premio Europa Nostra de restauración europea en su edición de 2011.
- Horno de Arriba. De los dos hornos municipales que Ademuz tuvo en época foral, únicamente subsisten algunos elementos arquitectónicos del Horno de Arriba.Arco del Horno de Arriba. Ademuz

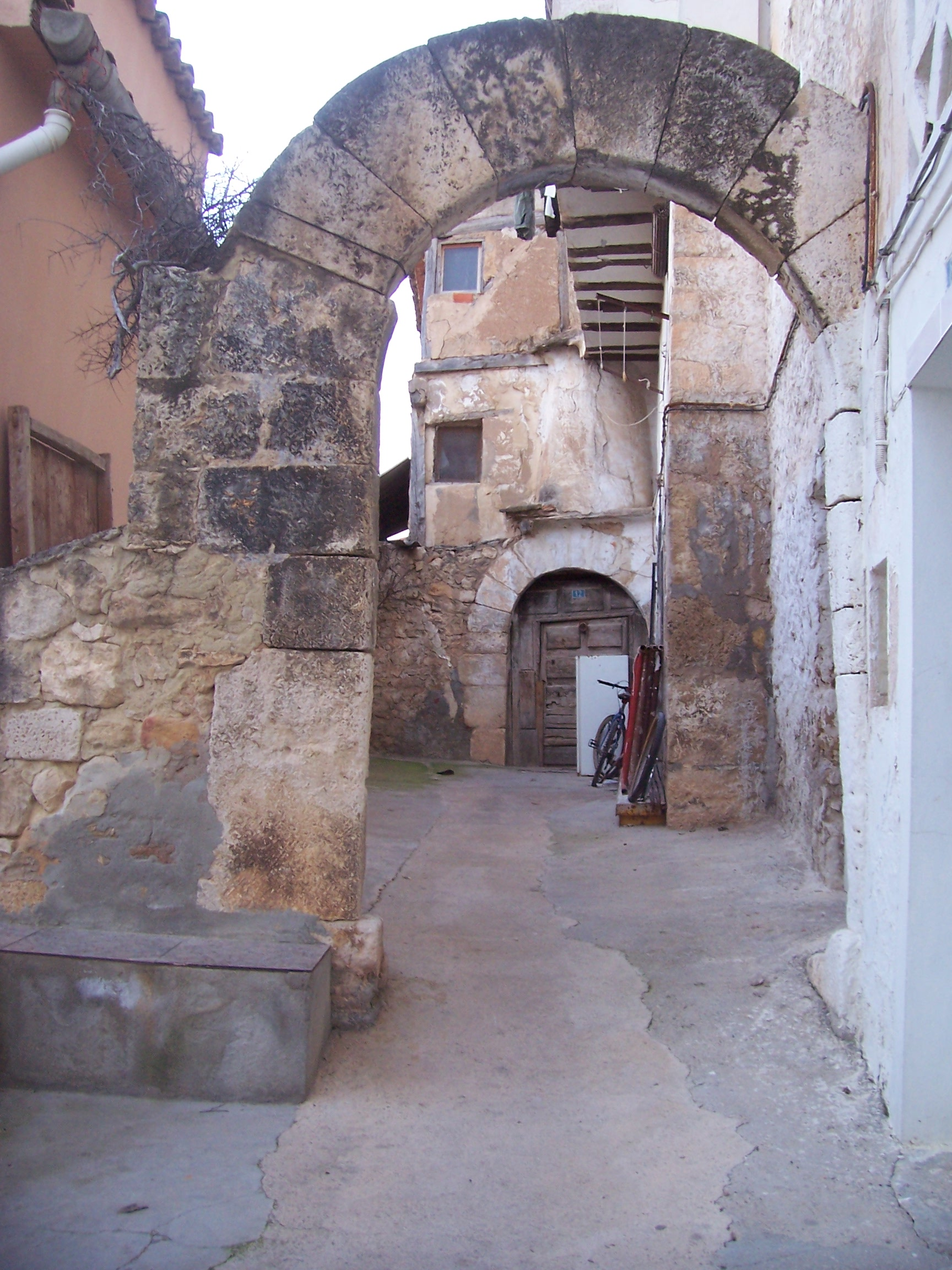
Arco del Horno de Arriba. Ademuz

- Molino de la Villa. Situado a orillas del río Bohílgues y de cuyas aguas se nutre, se trata del molino más antiguo del término de Ademuz. Su existencia ya está documentada en el siglo XIII, si bien en aquella época era conocido como Molino Real, ya que la Corona Aragonesa tenía jurisdicción sobre los hornos y los molinos de la villa. No obstante, Jaime II de Aragón, a principios del siglo XIV, hizo donación del edificio a la municipalidad. En las inmediaciones puede admirarse diversas construcciones relacionadas con el agua: la Fuente Vieja, el Lavadero Público, el Molino de Efrén. Todos estos elementos hacen del entorno uno de los más visitados de la villa. En la actualidad este molino se usa como Oficina Municipal de Turismo (enlace roto disponible en Internet Archive; véase el historial, la primera versión y la última)., y también como sala de exposiciones y de actos públicos.
- Molino Nuevo. Molino harinero que se construyó en el último tercio del siglo XVIII, a orillas del río Turia. Se sitúa en la confluencia de la rambla de la Virgen con el Turia, en una populosa barriada de la villa baja, el barrio del Molino, y que antaño fue también muy activa pues en ella se concentraban diversas actividades económicas: tejerías, alfarerías de loza y uno de los apeaderos de madera de la villa, cuyos troncos los gancheros conducían a la ciudad de Valencia por las aguas del Turia.
- Molino de Efrén. Establecimiento harinero que data de mediados del siglo XIX y que aprovechaba las aguas del río Bohílgues.
- Fuente Vieja, lavadero público y abrevadero. Tradicional punto de abastecimiento de agua, la popular Fuente Vieja proporciona a través de sus siete caños copiosa agua que sirve también al vecino Lavadero Público, recientemente restaurado, y a uno de los últimos abrevaderos de bestias existentes ya en la villa.

## Museos y espacios culturales
- Casa de Cultura. Se trata de un edificio histórico construido en la década de 1920, el Café-Teatro "La Unión", conocido popularmente como La Sociedad, pues su edificación fue promovida por vecinos vinculados al republicanismo. En la actualidad es un centro multiusos que acoge, entre otros organismos, la Asociación de Jubilados y Pensionistas de Ademuz y la Peña Taurina de Ademuz. Su sala teatral, digna muestra de arquitectura del hierro, es escenario también de variopintos eventos, como carnavales, fiestas, encuentros, conciertos, cine y teatro.
- Molino de la Villa. El molino harinero más antiguo de la población, situado en el paraje de la Fuente Vieja, acoge la oficina municipal de turismo, sala de exposiciones temporales, sala de conferencias y el centro de interpretación del agua.
- Instituto Cultural y de Estudios del Rincón de Ademuz (ICERA). Tiene su sede en el edificio de la antigua cárcel municipal del siglo XVI, en la calle Empedrado, 4.
- Sociedad Musical de Ademuz. La Sociedad Musical de Ademuz tiene su sede en el antiguo Instituto de Secundaria Virgen de la Huerta. Se compone de escuela de música, banda y coro.
- Museo del Pan y horno tradicional. Situado en Mas del Olmo, acoge diferentes utillajes relacionados con el tradicional cultivo del cereal y su transformación, así como un antiguo horno de pan que es puesto en funcionamiento en ocasiones especiales.

## Gastronomía

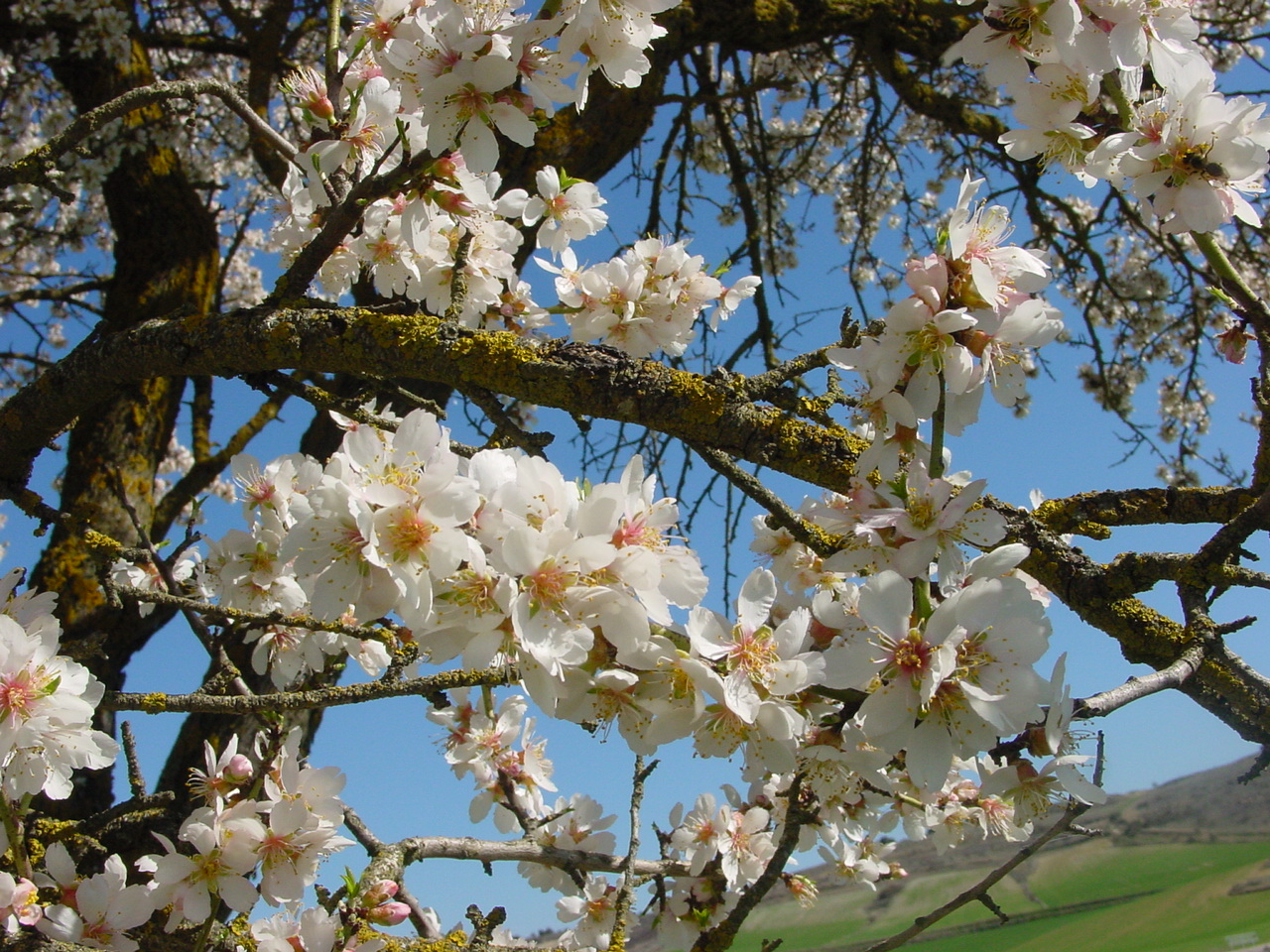
Flores de almendro

La gastronomía ademucera cuenta con platos tradicionales tan populares y contundentes como las celebérrimas gachas (hechas con harina de maíz) y acompañadas de carne, bacalao o pimientos entre otros muchos platos. almortas, el empedrado o el puchero, tendentes a hacer más llevaderos los rigurosos inviernos de estas tierras. En ellos el protagonista suele ser la carne de cerdo o sus derivados, animal que antaño cebaban los vecinos y su sacrificio se convertía en el mayor evento invernal en las casas, cercano a lo festivo: el popular matagorrino. Esenciales en la economía familiar en el pasado, los variados productos derivados del cerdo, especialmente el jamón y los diversos embutidos locales, siguen elaborándose en la actualidad con los mismos métodos que antiguamente.
La abundante almendra, cultivada en grandes extensiones de secano, también proporciona gran variedad de turrones tradicionales o el típico alajuz, dulce de origen árabe elaborado con miel, pan rallado y almendra. La exquisita manzana de Ademuz, muy apreciada en los mercados, los membrillos y otras frutas de la fértil vega del Turia son usados en una rica y variada repostería tradicional.

## Fiestas y tradiciones populares
- Feria de San José, 19 de marzo. Tradicional feria de ganado. Hubo una segunda feria de ganado, la más importante, que se celebraba en noviembre.
- San Vicente Ferrer, siguiente domingo de Pascua de Resurrección. Mona de Pascua y, por la noche, tradicionales Hoguericas de San Vicente en las calles, con asados de carne, patatas y salto de las Hoguericas.
- La Santa Cruz, celebrada en mayo, se desarrollan los actos religiosos en la ermita de Santa Bárbara del castillo, con la Bendición de Términos, y el Baile de la Bandera en la plaza del Rabal.
- Asunción de la Virgen, 10-15 de agosto. Procesión de la Virgen Dormida desde la ermita de la Huerta hasta la iglesia arciprestal. Fiestas del verano, son hoy las más concurridas. Toros en el Rabal y calle Real. Peñas, bailes y toro embolado.
- Virgen del Rosario, primer domingo de octubre. Patrona de Ademuz. Son las antiguas fiestas mayores, suplantadas en la actualidad por las de la Asunción de agosto. Bailes y toros.
- La Purísima Concepción, a principios de diciembre, se festeja con los tradicionales Pasacalles que los mozos cantan por la villa, acompañados de la rondalla.
- También están muy arraigadas las fiestas de San Blas, la Candelaria, San Antonio Abad, San Roque, Santa Bárbara y San Pedro, este último patrón de Ademuz. Algunas cuentan con celebraciones y tradiciones peculiares como el rollo de San Blas, el rollo de pan dulce y bendición de cirios de la Candelaria y los panes de San Antón. Otras festividades, antaño celebradas con cierta ostentación, hoy ya no lo son tanto, como es el caso de la Semana Santa o del Corpus Christi con sus respectivas procesiones.
- En las aldeas de Ademuz destacan particularmente las fiestas de San Miguel Arcángel en el Val de la Sabina, de la Purísima en Sesga y las de Santa Bárbara en Mas del Olmo.
- Entre otras tradiciones musicales, hay que destacar la célebres albadas, piezas vocales, acompañadas de bandurrias y guitarras, ejecutadas por los mozos en la Nochebuena. La primera albada va destinada al Niño Jesús, a continuación las dedicadas a personajes destacados de la villa —rector, alcalde, etc.— para pasar luego de casa en casa a cantar otras dirigidas a otros vecinos, de tal manera que sus evoluciones se prolongan durante toda la noche.
- En las últimas décadas se están recuperando y cobran fuerza de nuevo los tradicionales carnavales, antaño tremendamente participativos e imaginativos tanto en atuendos como en bromas, incluso con personajes propios como los zamburrios.

## Lengua y toponimia menor
La repoblación del siglo XIII, fundamentalmente aragonesa y en menor medida navarra, determinó el habla aragonesa de la comarca que, con el tiempo, se asimiló al castellano. Ello explica que la actual lengua sea la castellana, aunque las costumbres sean en buena parte aragonesas. El castellano que se habla está lleno de modismos aragoneses, mezclado con palabras de origen valenciano, que coloquialmente los valencianoparlantes llaman habla churra.
Se conservan microtopónimos coincidentes con el aragonés, como Val, Cambra, Casa de la Villa (antes que ayuntamiento), etc.

## Galería

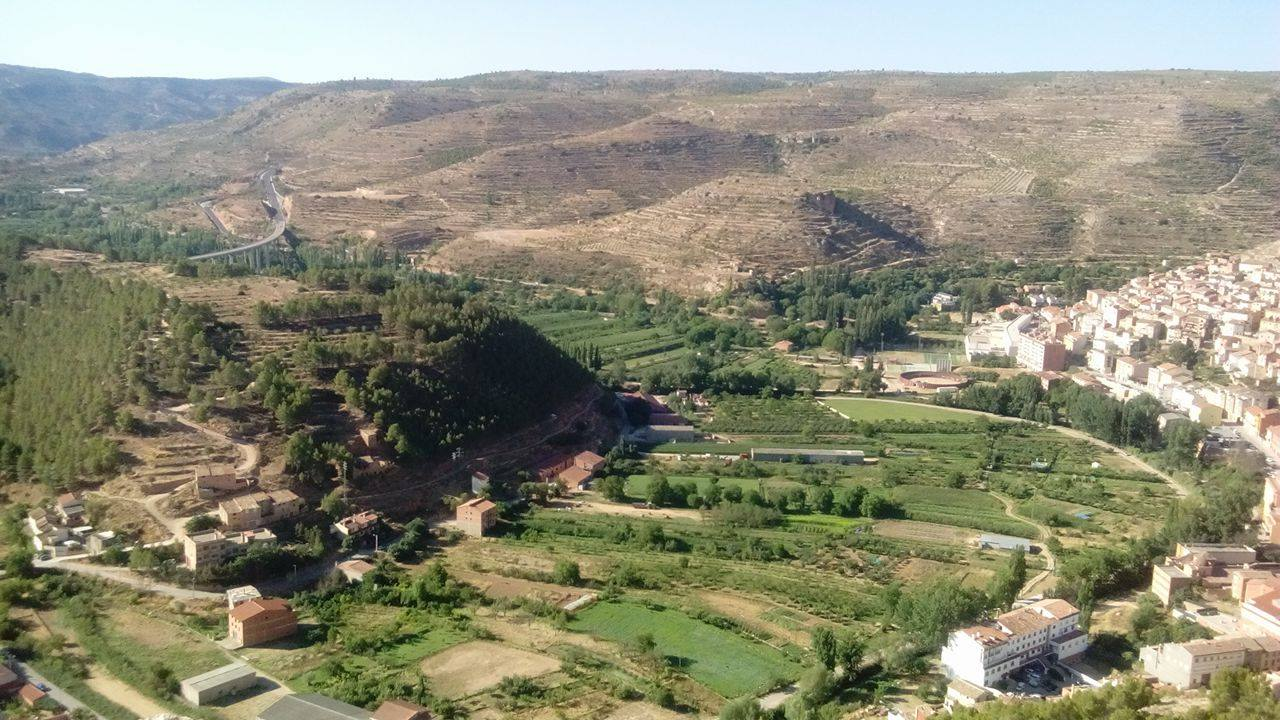
Ademuz. Vega del Turia.
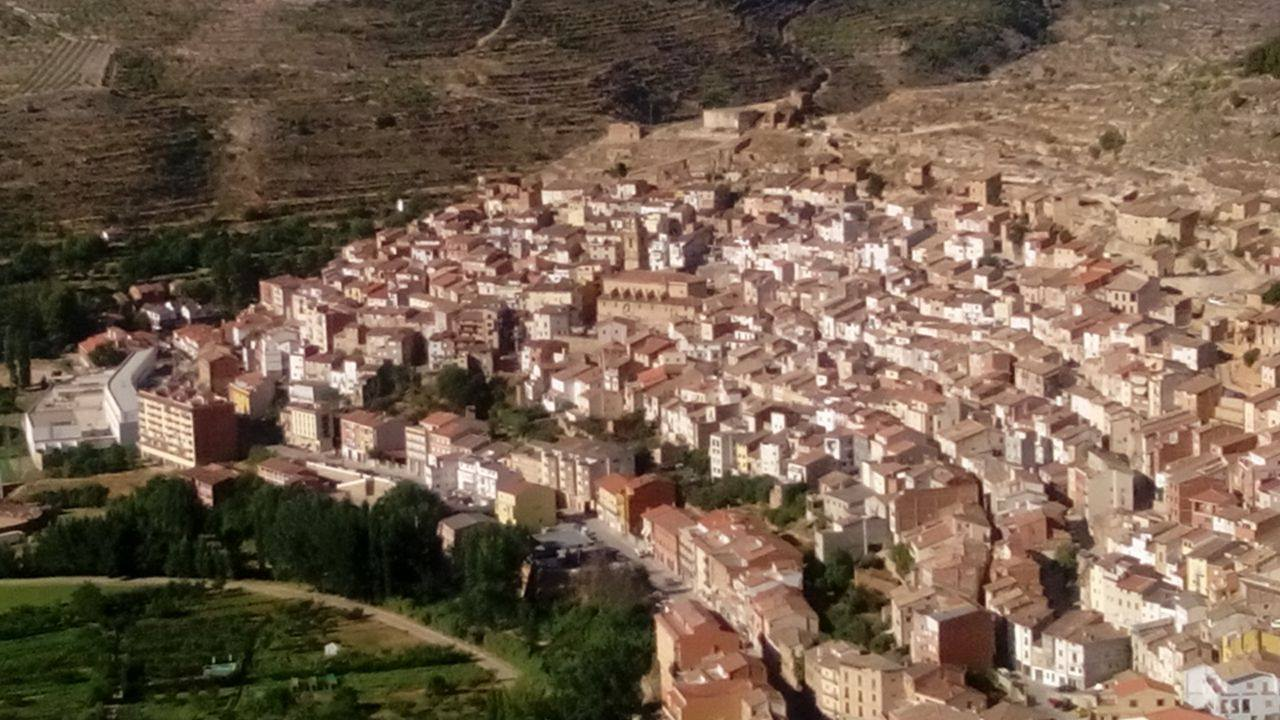
Ademuz. Detalle del núcleo histórico tradicional.
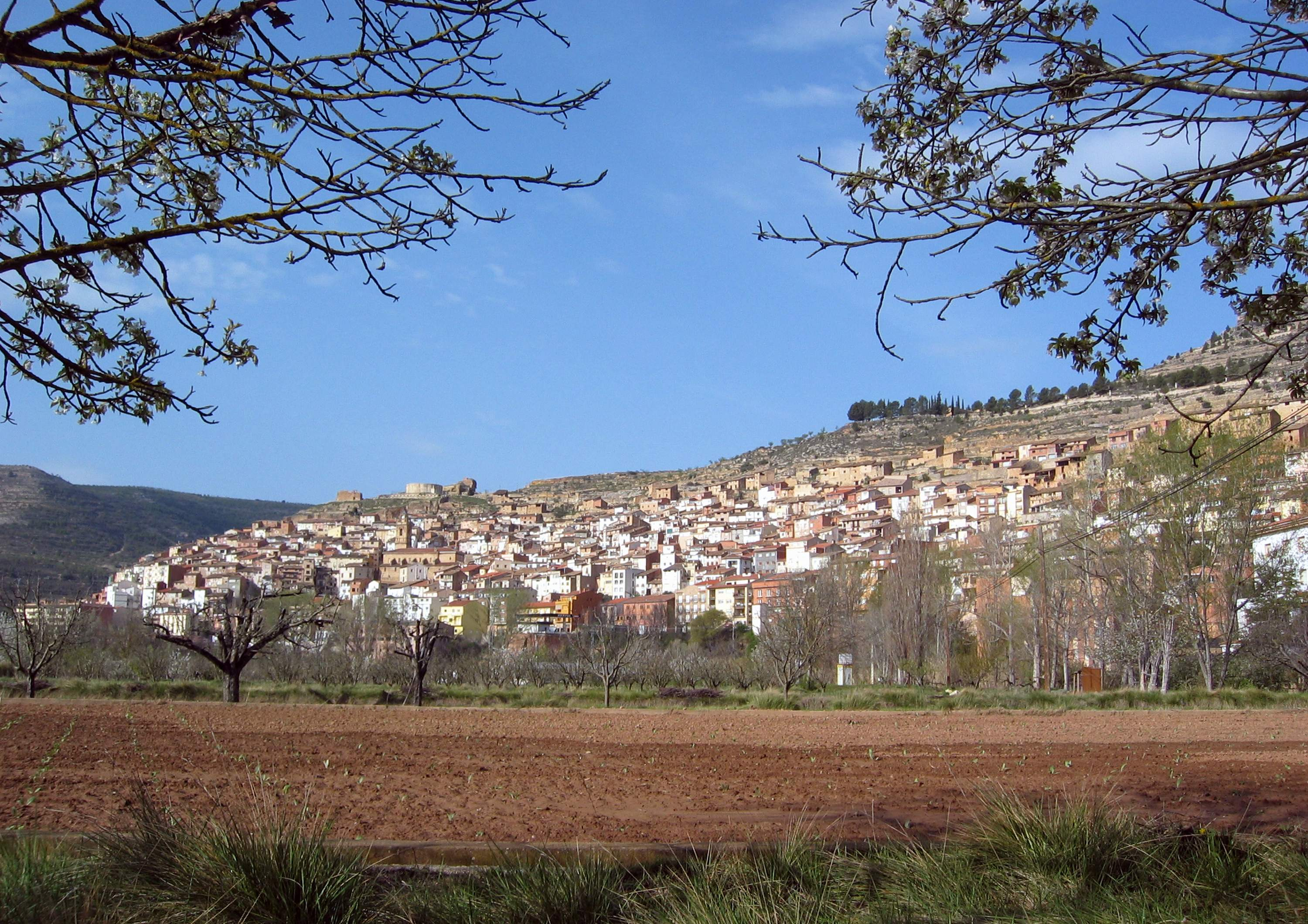
Ademuz. Vista parcial desde la Vega del Turia.
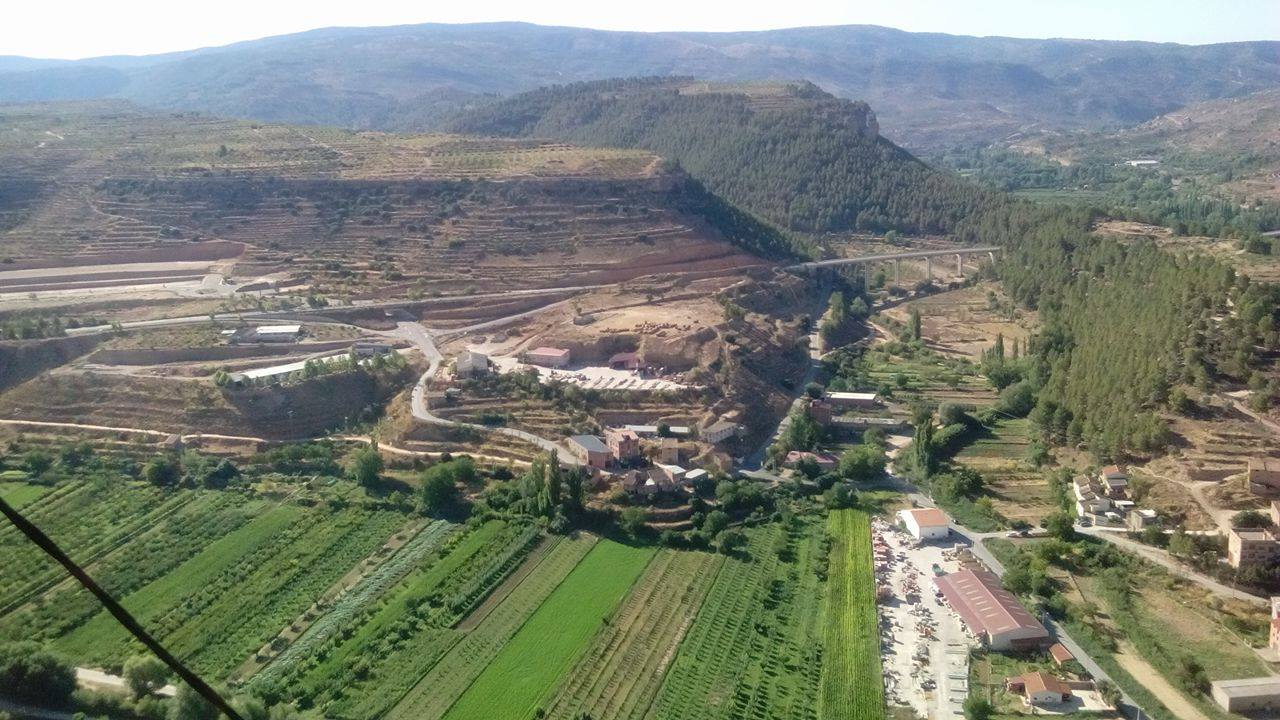
Ademuz. Polígono, barrio de San Roque y vega del Turia.
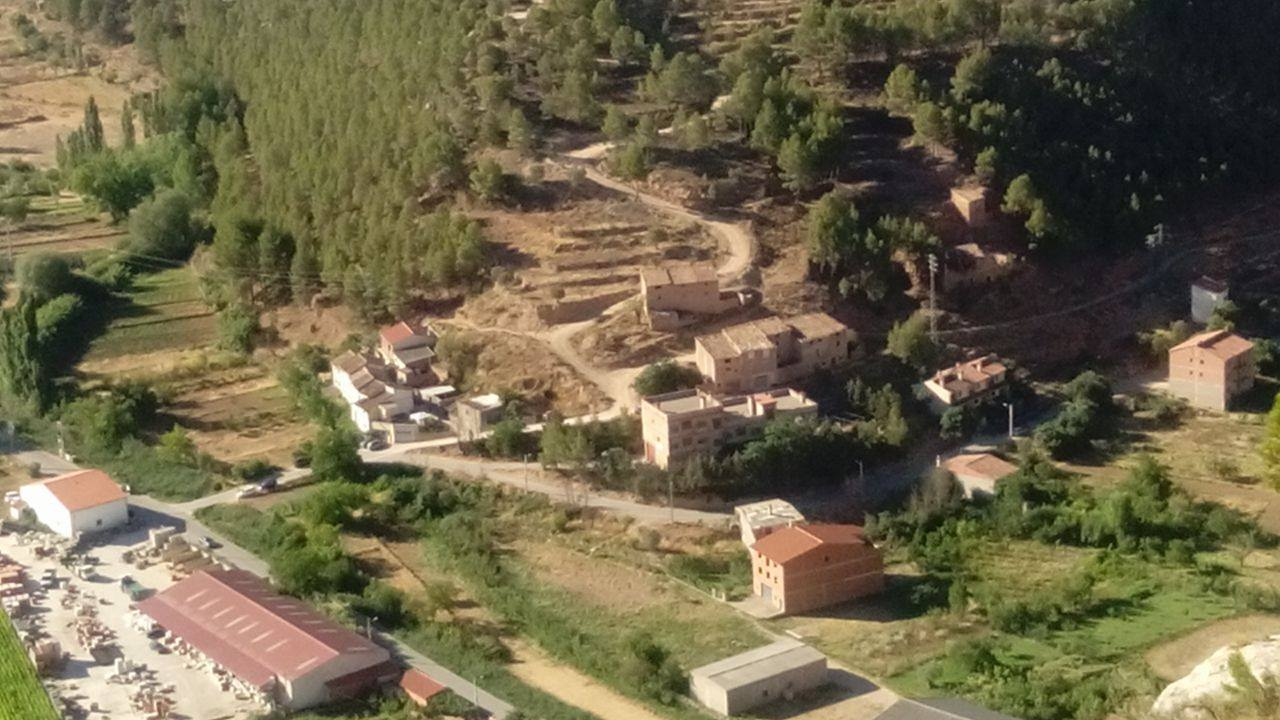
Ademuz. Barrio de San Roque.
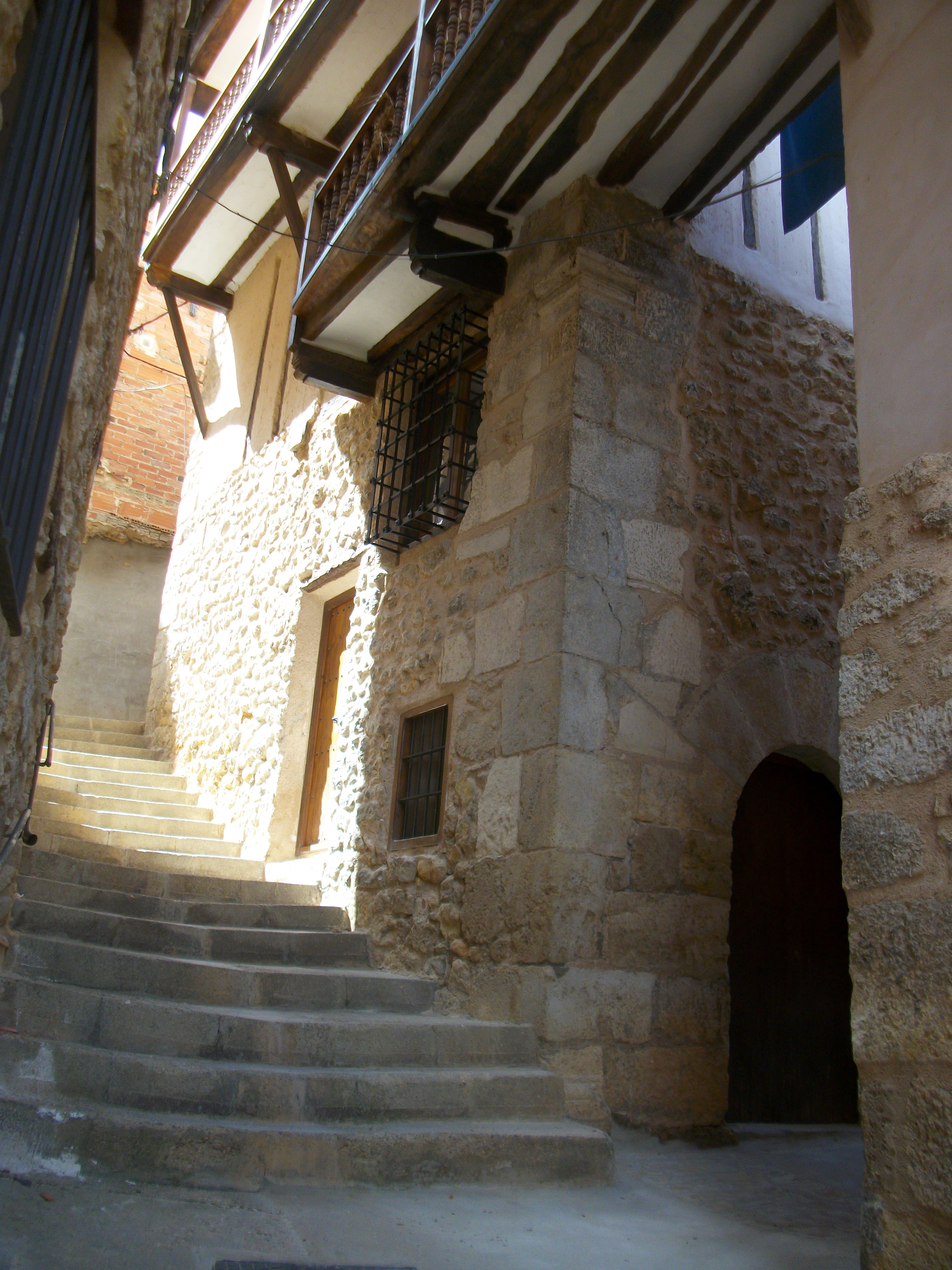
Cuesta de San Joaquín. Ademuz.
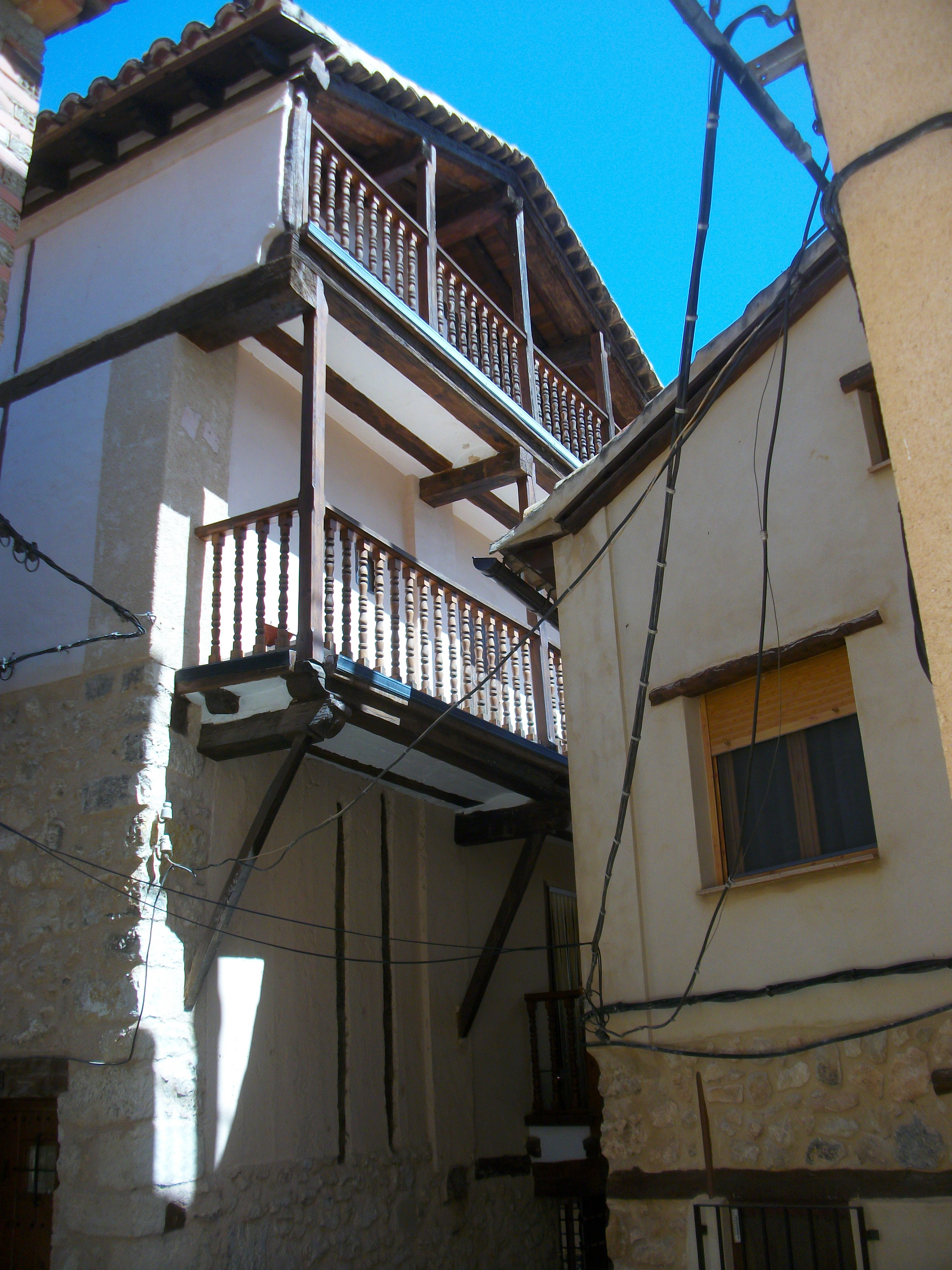
Cuesta de San Joaquín. Ademuz.
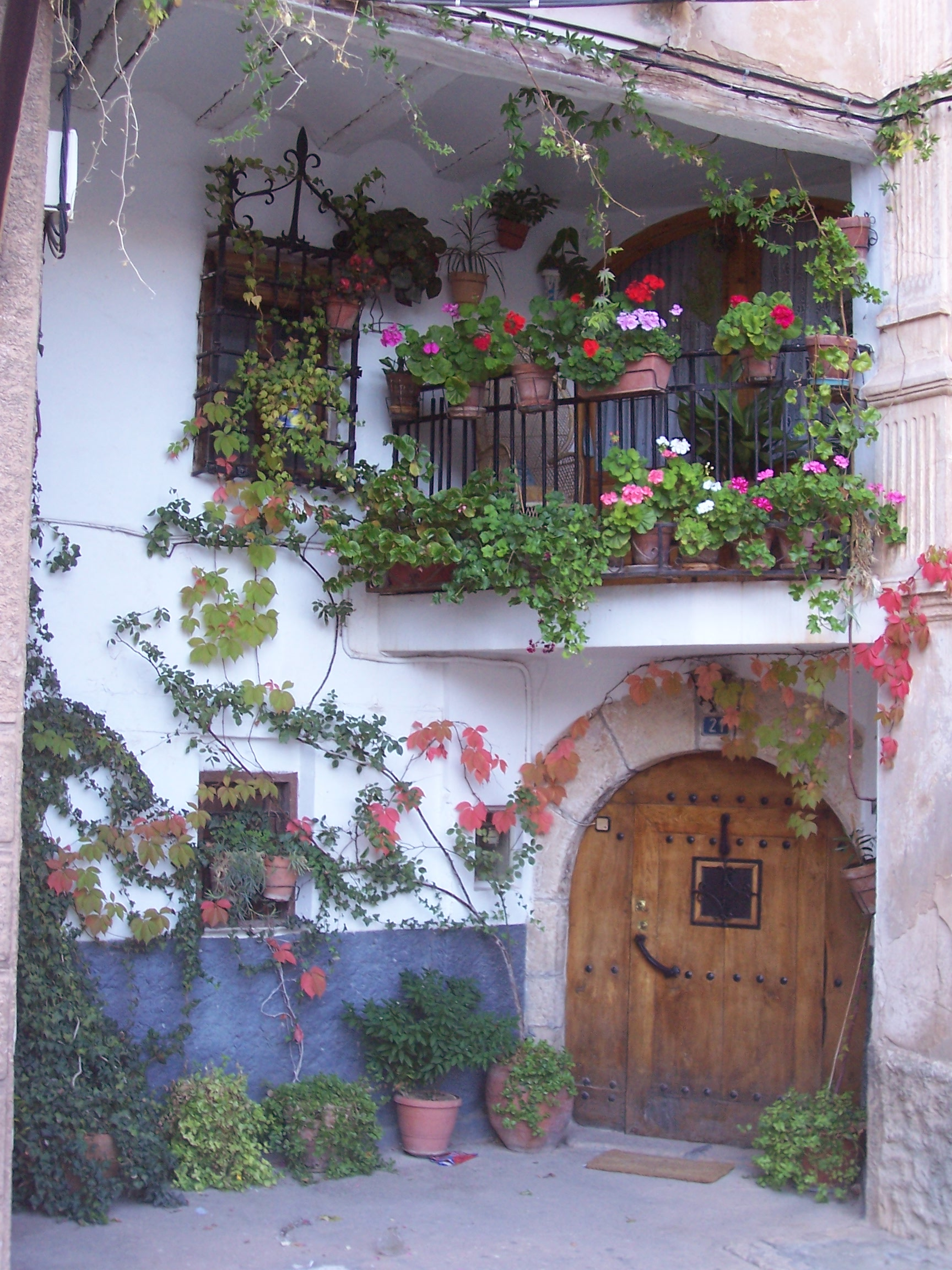
Calle San Vicente. Ademuz.
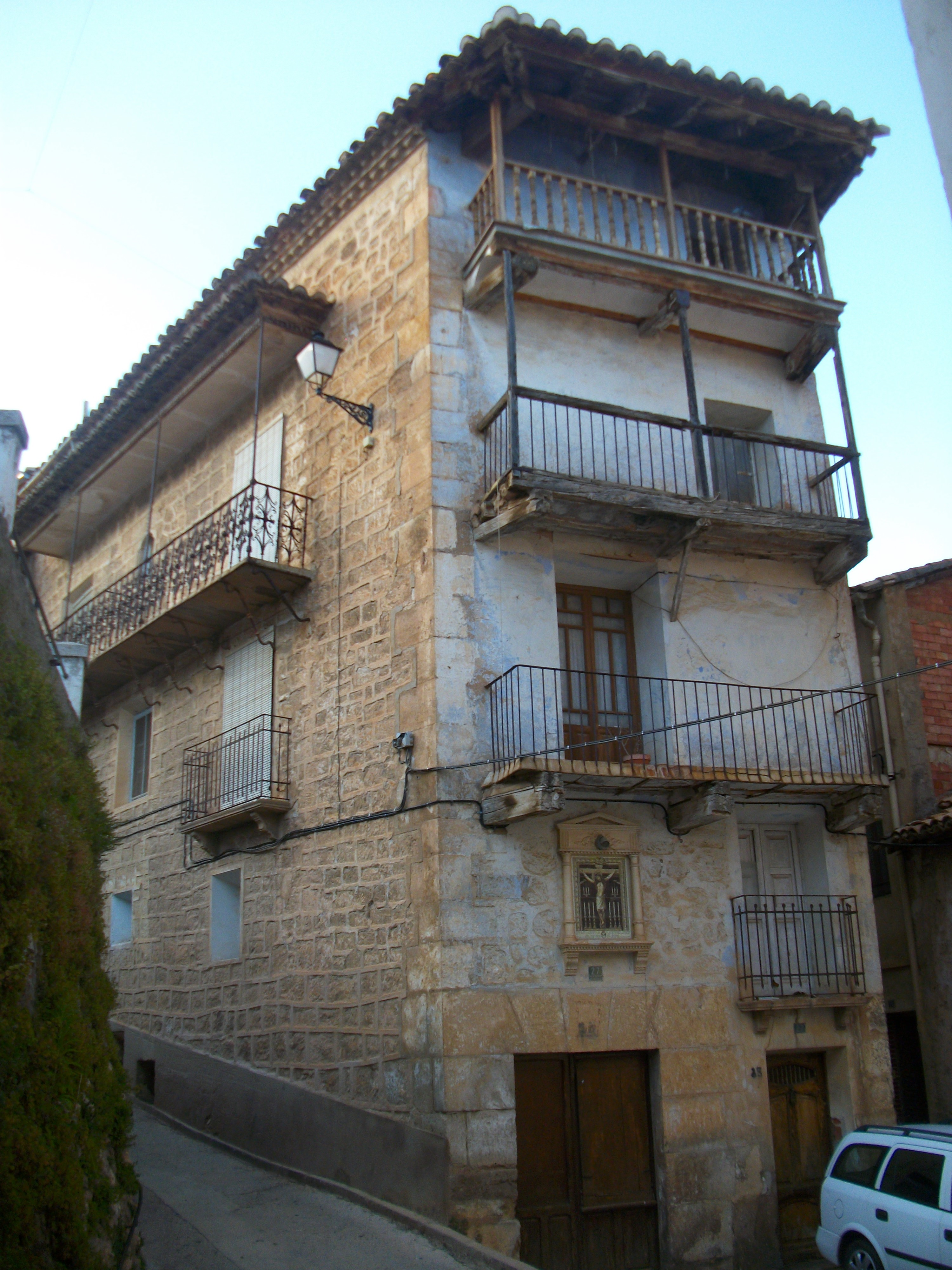
Portal del Cristo. Ademuz.
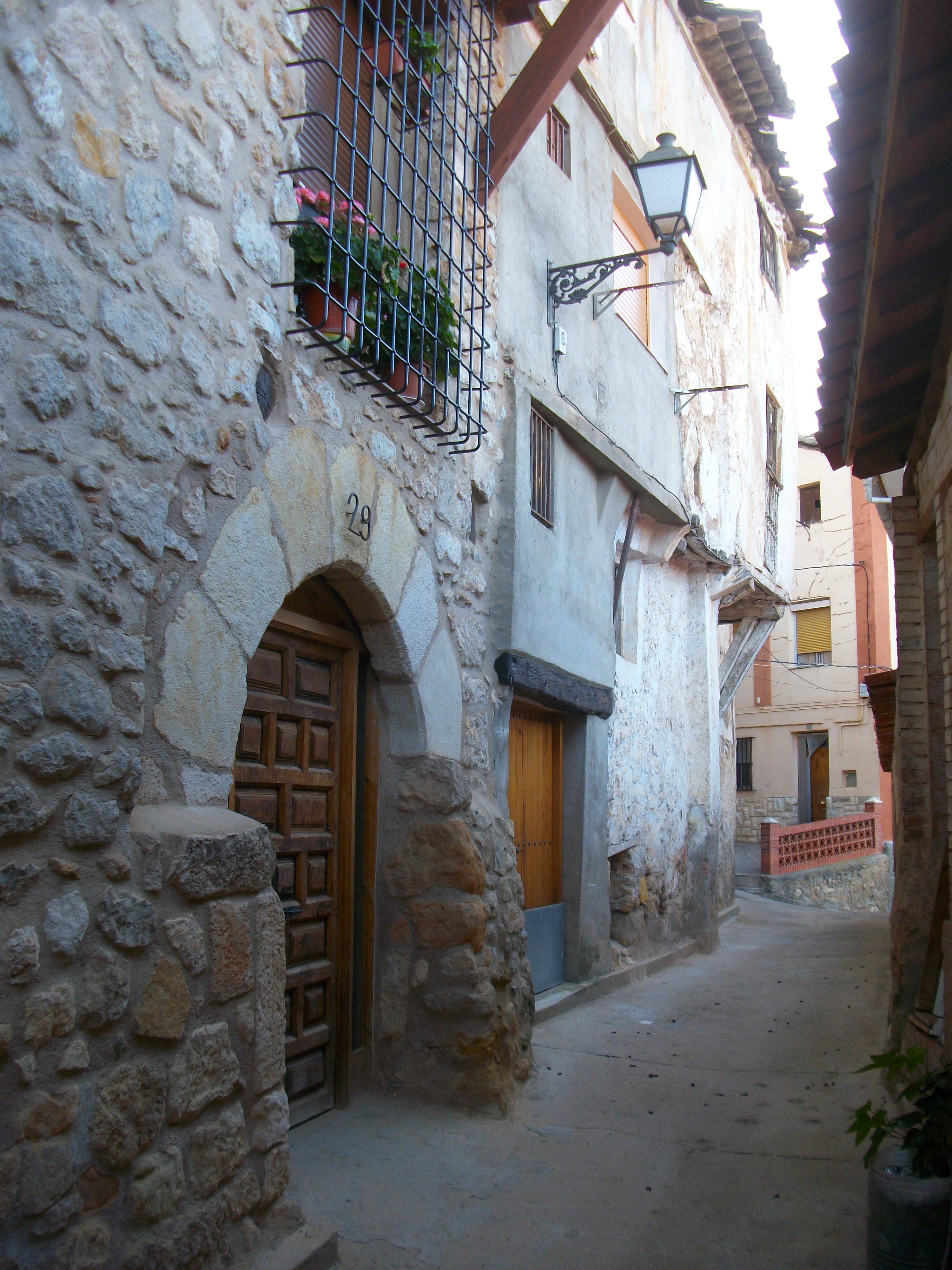
Calle Empedrado. Ademuz.
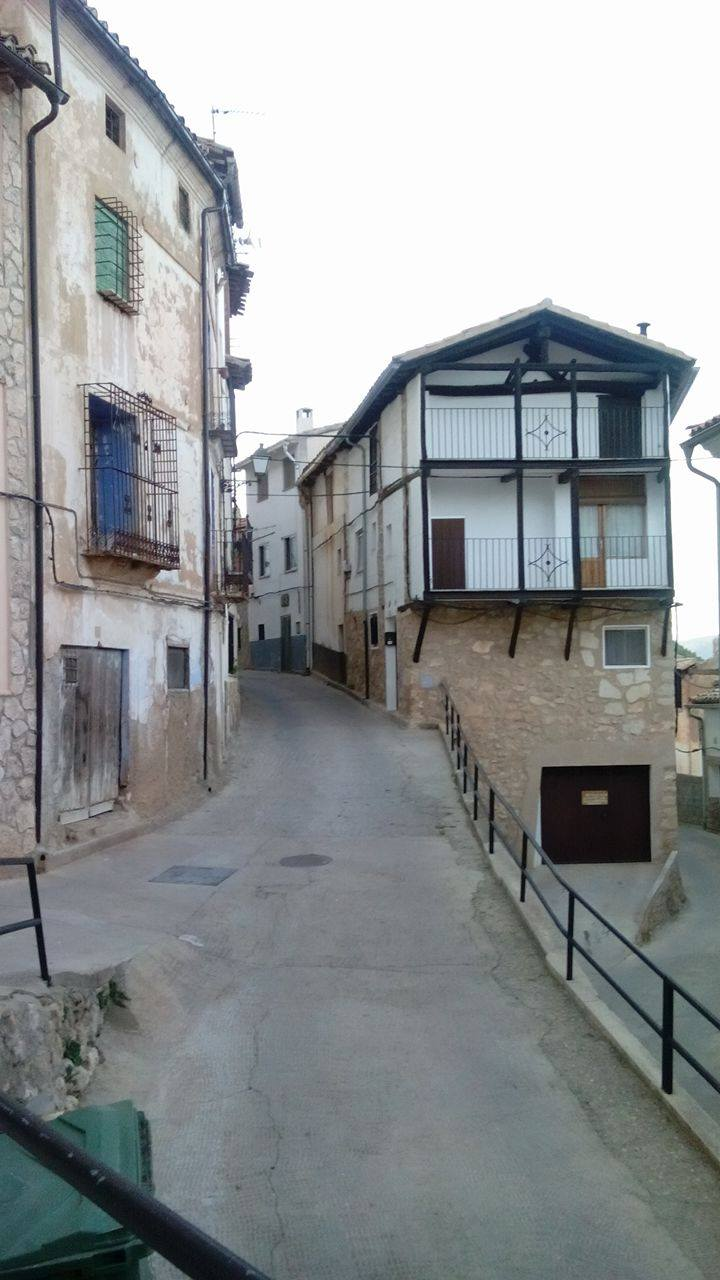
Calle Muro. Ademuz.
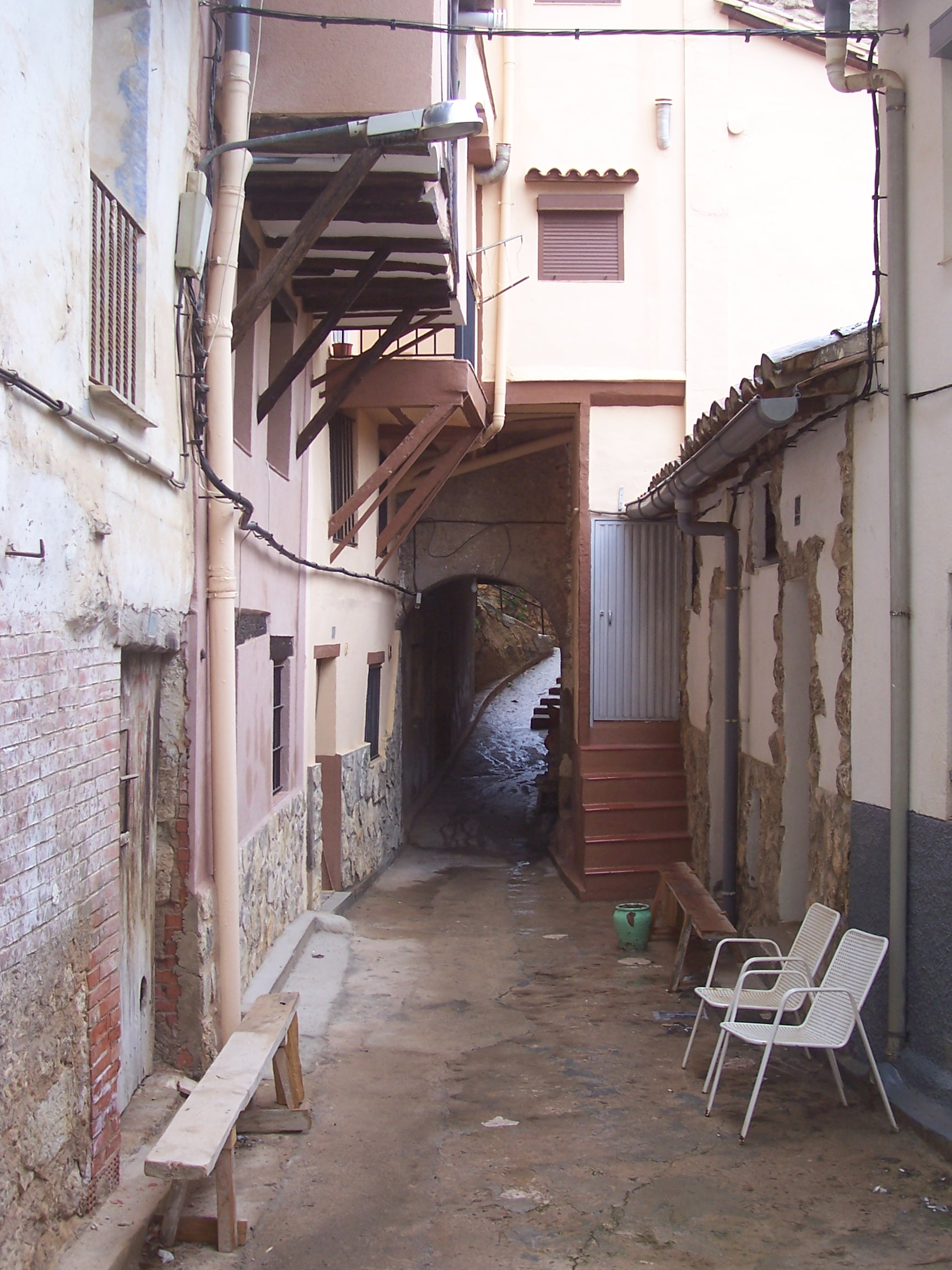
Almudín, puerta baja. Ademuz.
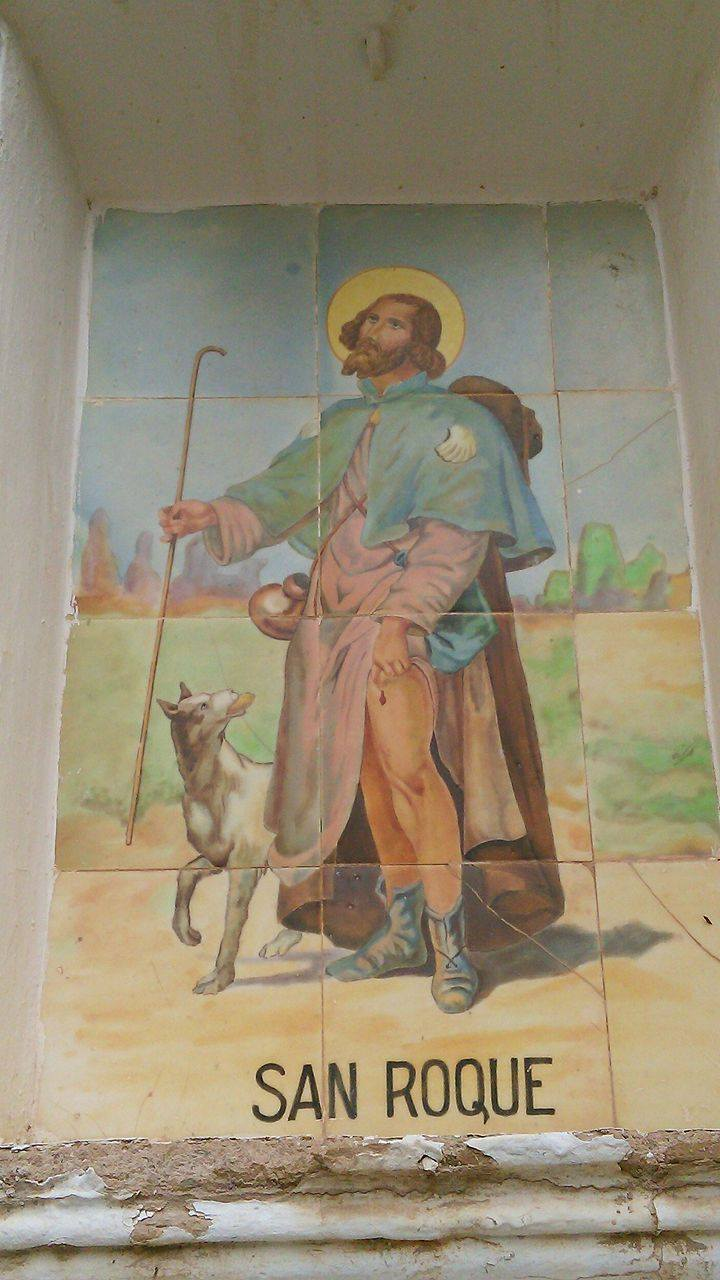
San Roque. Panel cerámico. Ademuz.